# Iaz

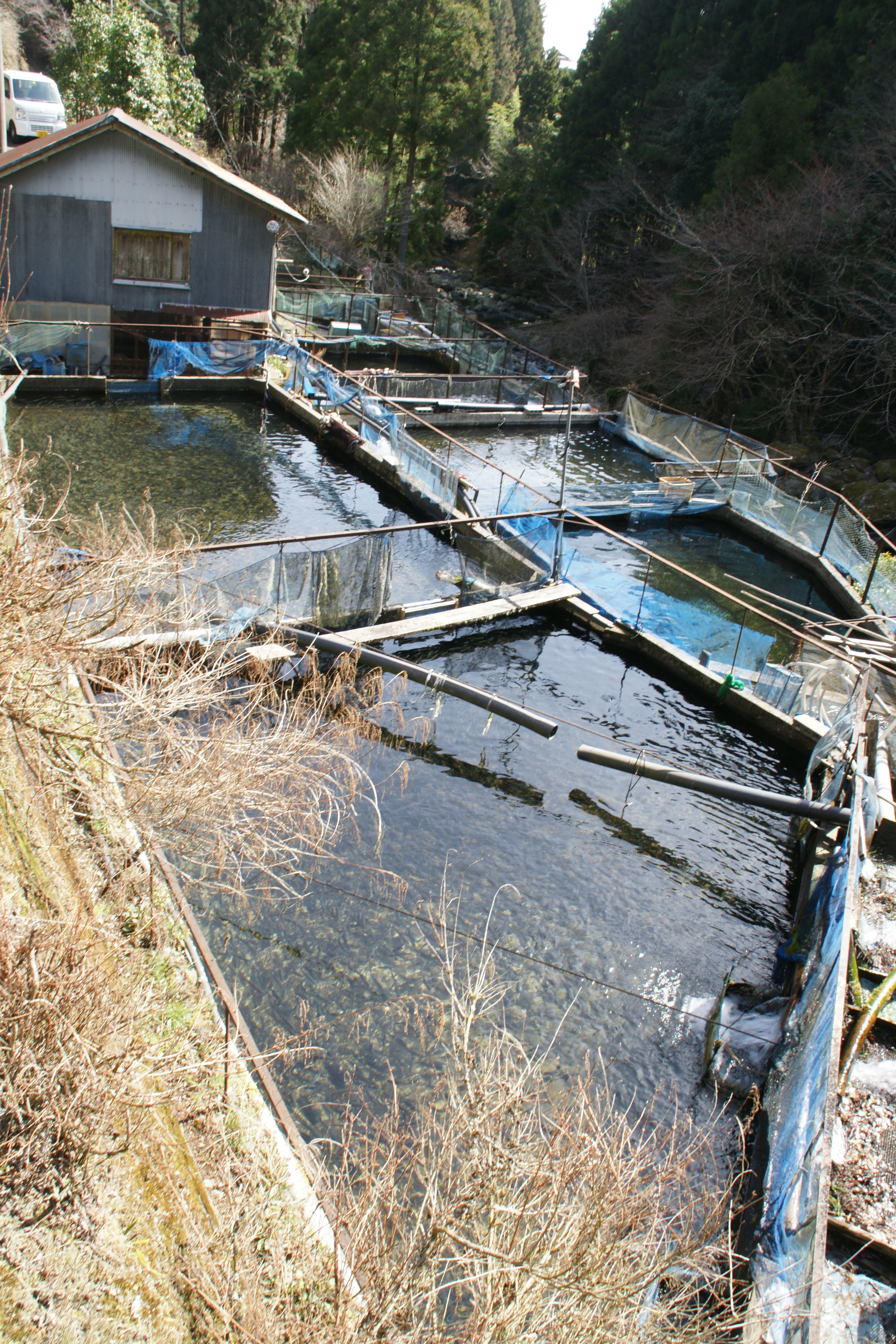

Iazul (din limba slavă veche jazŭ) este un bazin piscicol realizat prin bararea unei văi cu un baraj, prevăzut cu instalații hidrotehnice pentru reținerea și deversarea/evacuarea apei.
În Republica Moldova, termenii iaz și heleșteu sunt considerați sinonimi și sunt definiți ca „lac artificial, format prin stăvilirea apei cu baraj de pământ sau prin abaterea unui curs de apă, destinat pisciculturii, irigației etc.” cu volum de apă la nivelul normal de retenție de până la un milion de metri cubi.